# De eso no se habla
De eso no se habla és una pel·lícula argentina de 1993 que es va estrenar el 20 de maig de l'any 1993. Dirigida per María Luisa Bemberg. Protagonitzada pel primer actor Marcello Mastroianni. Coprotagonitzada per Luisina Brando, Betiana Blum, Roberto Carnaghi, Alberto Segado, Jorge Luz, Mónica Villa, Juan Manuel Tenuta, Tina Serrano i Jorge Ochoa. ambé, va comptar amb l'actuació especial de Fito Páez. I la presentació d'Alejandra Podestá.

## Sinopsi
Basada en un conte de Julio Llinás, la pel·lícula tracta sobre els foscos patiments de la protagonista, una vídua temperamental que és desplaçada del seu camí per la seva filla, una dona diferent de la resta, quina, estranya i melancòlica. Està ambientada en els anys trenta, abans del sorgiment de la psicoanàlisi i la televisió, a San José de los Altares, un petit i pròsper poble, però deprimit per la desolació i víctima de la seva mediocritat. Per a recrear l'ambient es va triar la part del barri antic de la ciutat de Colònia del Sacramento, en Uruguai.

## Repartiment
- Marcello Mastroianni - Ludovico D'Andrea
- Luisina Brando - Leonor
- Alejandra Podestá - Charlotte
  - Micaela Rosa - Charlotte nena
- Jorge Luz - alcalde
- Mónica Villa - Sra. Zamudio
- Betiana Blum - madama
- Roberto Carnaghi - Pare Aurelio
- Alberto Segado - Dr. Blanes
- Mónica Lacoste - Sra. Blanes
- Tina Serrano - vídua Schmidt
- Juan Manuel Tenuta - cap de policia
- Verónica Llinás - Myrna
- Susana Cortínez - Sra. Peralta
- Jorge Ochoa - Sr. Peralta
- Martin Kalwill - empleat de l'alcalde
- Walter Marín - Mojame
  - Miguel Serebrenik - Mojame nen
- María Cecilla Miserere - Romilda
- Hernán Muñoa - Celestino
- Jean Pierre Reguerraz - Sr. Roussineau
- Fito Páez - músico
- Jorge Baza de Candia - Sr. Zamudio
- Nene Real - Celina
- Guillermo Marín - Sarrasani
- Marta López Lecube - Gladys
- Olga Linares - mucama
- Esther Testa - sacristana
- Luis Riquelme - acróbata
- Marcelo Galarza - acróbata
- Ricardo Aldao Rodríguez - acróbata
- Miguel Fontes - acróbata
- Cristián Medrano - paisano
- Osvaldo Cappai - paisano
- Juan Carlos Rodríguez - paisano
- Gustavo Dinerstein - músico en la boda
- Manuel Miranda - músico en la boda
- Víctor Dragún - músico en la boda
- Marcelo Yeyati - músico de circo
- Teumo Gómez - músico de circo
- Ricardo Tereiro - músico de circo
- Juan Carlos Tordo - músico de circo
- Pablo Algañaraz - músico de circo
- Alfredo Alcón - narrador

## Premis
En l'edició dels Premis Cóndor de Plata de 1994 va guanyar els premis al Millor director (Maria Luisa Bemberg), Millor actriu (Luisina Brando), Millor guió adaptat (Maria Luisa Bemberg i Jorge Goldenberg) i Millor Fotografia (Fèlix Monti). Al Festival Internacional del Nou Cinema Llatinoamericà de l'Havana va guanyar el premi especial del jurat, al millor actriu i al millor guió. Tambá va participar en la secció oficial de lA 50a Mostra Internacional de Cinema de Venècia.